# هوانگ ژیهونگ
هوانگ ژیهونگ (انگلیسی: Huang Zhihong؛ زادهٔ ۷ مهٔ ۱۹۶۵) ورزشکار دو و میدانی اهل چین است.